# ラスベガス・ゴールデンナイツ
もしかして
- ベガス・ゴールデンナイツ

ではありませんか？